# 카보베르데의 국기

카보베르데의 국기 (비율 10:17)

1975년부터 1992년까지 쓰인 카보베르데의 국기

카보베르데의 국기는 1992년 9월 22일에 제정되었다. 파랑은 바다와 하늘의 무한한 공간을, 하양은 평화를, 빨강은 평화를 위한 노력을 의미하며, 원 모양을 만들고 있는 10개의 노란색 별은 이 나라에 있는 10개의 섬을 의미한다.
같은 포르투갈의 식민지였던 기니비사우와 포르투갈 독립 항쟁에서 연합하여 양국의 통합이 시도되었으나 결국 입장 차이로 결렬되었다. 이 때문에 이전의 국기는 기니비사우의 국기와 흡사한 디자인이었는데 이는 기니비사우-카보베르데 아프리카 독립당의 당기를 바탕으로 한 디자인이었다.

## 색상
| 색상 | 파랑               | 하양                  | 빨강                | 노랑                |
| ---- | ------------------ | --------------------- | ------------------- | ------------------- |
| RGB  | 0–56–147 (#003893) | 255–255–255 (#FFFFFF) | 206–17–38 (#CE1126) | 255–204–0 (#FFCC00) |

## 같이 보기
- 유럽기 - 짙은 파란색 바탕과 원 모양을 만들고 있는 노란색 별들로 이루어진 기.